# 칼리파 빈 자예드 스타디움
셰이크 칼리파 국제경기장(아랍어: ستاد الشيخ خليفة الدولي, 영어: Sheikh Khalifa International Stadium)은 아랍에미리트 알아인에 있는 다목적 경기장으로, 알아인 FC, 아랍에미리트의 홈구장으로 사용되고 있다. 주로 축구경기가 열린다.수용 인원을 4,000석에서 16,000석으로 늘렸다.
UAE 풋볼 리그 2006–07시즌에는 알아인 홈 경기로 진행되었다.
2003년 FIFA 세계 청소년 축구 선수권 대회와 같은 국제 축구 대회가 열린 경기장이기도 하다.